# Anthurium truncatulum
Anthurium truncatulum är en kallaväxtart som beskrevs av Adolf Engler. Anthurium truncatulum ingår i släktet Anthurium och familjen kallaväxter. Inga underarter finns listade.